# Hatschekia prionoti
Hatschekia prionoti is een eenoogkreeftjessoort uit de familie van de Hatschekiidae. De wetenschappelijke naam van de soort is voor het eerst geldig gepubliceerd in 1947 door Pearse.